# Сисси и я
«Сисси и я» (нем. Sisi & Ich) — художественный фильм режиссёра Фрауке Финстервальдер совместного производства Германии, Австрии и Швейцарии. Главные роли в нём сыграли Сюзанна Вольф и Сандра Хюллер. Премьера состоялась 19 февраля 2023 года на 73-м Берлинском кинофестивале.

## Сюжет
Главные герои фильма — императрица Елизавета Баварская (Сисси) и её подруга, графиня Ирма Штарай.

## В ролях
- Сюзанна Вольф
- Сандра Хюллер

## Премьера и восприятие
Премьера фильма состоялась 19 февраля 2023 года на 73-м Берлинском кинофестивале, в рамках программы «Панорама».